# Нью-Гоуп (Алабама)
Нью-Гоуп (англ. New Hope) — місто (англ. city) в США, в окрузі Медісон штату Алабама. Населення — 2889 осіб (2020).

## Географія
Нью-Гоуп розташований за координатами 34°32′17″ пн. ш. 86°24′45″ зх. д. / 34.53806° пн. ш. 86.41250° зх. д. (34.537972, -86.412372).  За даними Бюро перепису населення США в 2010 році місто мало площу 22,57 км², з яких 22,42 км² — суходіл та 0,15 км² — водойми.

## Демографія
Згідно з переписом 2010 року, у місті мешкало 2810 осіб у 1143 домогосподарствах у складі 795 родин. Густота населення становила 124 особи/км².  Було 1258 помешкань (56/км²).
Расовий склад населення:
| - 93,7 % — білих - 2,5 % — корінних американців - 0,3 % — азіатів - 0,2 % — чорних або афроамериканців |

До двох чи більше рас належало 2,5 %. Частка іспаномовних становила 1,4 % від усіх жителів.
За віковим діапазоном населення розподілялося таким чином: 23,5 % — особи молодші 18 років, 63,8 % — особи у віці 18—64 років, 12,7 % — особи у віці 65 років та старші. Медіана віку мешканця становила 38,2 року. На 100 осіб жіночої статі у місті припадало 96,5 чоловіків;  на 100 жінок у віці від 18 років та старших — 93,3 чоловіків також старших 18 років.
Середній дохід на одне домашнє господарство  становив 52 812 долари США (медіана — 44 224), а середній дохід на одну сім'ю — 59 426 доларів (медіана — 53 214). Медіана доходів становила 36 649 доларів для чоловіків та 31 591 долар для жінок. За межею бідності перебувало 14,8 % осіб, у тому числі 23,0 % дітей у віці до 18 років та 4,1 % осіб у віці 65 років та старших.
Цивільне працевлаштоване населення становило 1248 осіб. Основні галузі зайнятості: освіта, охорона здоров'я та соціальна допомога — 19,6 %, мистецтво, розваги та відпочинок — 13,3 %, виробництво — 12,7 %, роздрібна торгівля — 12,2 %.